# La Brute (film, 1987)
Cet article concerne le film de Claude Guillemot. Pour le film de D. W. Griffith, voir La Brute.
Pour les articles homonymes, voir La Brute.
Pour plus de détails, voir Fiche technique et Distribution.
La Brute est un film français réalisé par Claude Guillemot, sorti en 1987. Ce film est une adaptation du roman homonyme de Guy des Cars paru en 1951.

## Synopsis
Jacques Vauthier est aveugle, sourd et muet de naissance. Avec l'aide de sa femme, il a pu produire une autobiographie qui rencontre un vif succès. Sur le bateau où ils ont embarqué pour une croisière, un meurtre est commis. Jacques est retrouvé dans la chambre de la victime, maculé de sang, l'arme à la main. Après le désistement de plusieurs de ses confrères, maître Deliot, un avocat sans grande envergure, accepte de reprendre le dossier. Il a du mal à croire à la culpabilité de Jacques Vauthier.

## Fiche technique
- Titre : La Brute
- Réalisation : Claude Guillemot
- Scénario : Claude Guillemot, d'après le roman de Guy des Cars, La Brute (1951)
- Production : Denise Petitdidier
- Musique : Jean-Marie Sénia
- Photographie : Denys Clerval
- Montage : Agnès Guillemot
- Pays de production :  France
- Format : Couleurs (Fujicolor) - 35mm - Mono
- Genre : drame
- Durée : 90 minutes
- Dates de sortie : 
  - France : 29 juillet 1987
  - États-Unis : septembre 1987

## Distribution
- Xavier Deluc : Jacques Vauthier
- Assumpta Serna : Solange Vauthier
- Jean Carmet : M. Deliot
- Rosette : Danielle Geny
- Georges Claisse : Henry Teral
- Paul Crauchet : Yves Rodellec
- Magali Llorca : Phylis
- Alexandre de Sousa : John Bell
- Marc Cassot : Commandant Chardot
- Filipe Ferrer : M. Moirin
- Jean-Pierre Delage : La bâtonnier Musnier
- Jean-Claude Balard : Le juge d'instruction
- Didier Flory : L'interprète
- Jean-Claude Massoulier : Le président
- Marc Lamole : L'avocat général
- António Assunção : Le gardien de prison
- Valérie Steffen : Régine Dalbray
- Nelly Vignon : Simone Vauthier
- Guilherme Filipe : Barman